# مارگرت رانویگ الافسدوتیر
مارگرت رانویگ الافسدوتیر (انگلیسی: Margrét Rannveig Ólafsdóttir؛ زادهٔ ۶ ژوئیهٔ ۱۹۷۶) بازیکن فوتبال اهل ایسلند است.
از باشگاه‌هایی که در آن بازی کرده‌است می‌توان به باشگاه بریدابلیک اشاره کرد.
وی همچنین در تیم‌های ملی فوتبال زنان ایسلند، و زنان ایسلند، و زنان ایسلند، بازی کرده‌است.